# Вайльхайм-ан-дер-Текк
Вайльхайм-ан-дер-Текк (нем. Weilheim an der Teck) — город в Германии, в земле Баден-Вюртемберг. 
Подчинён административному округу Штутгарт. Входит в состав района Эслинген.  Население составляет 9431 человек (на 31 декабря 2010 года). Занимает площадь 26,51 км². Официальный код  —  08 1 16 070.
Город подразделяется на 3 городских района.